# بيلي شولر
بيلي شولر (بالإنجليزية: Billy Schuler)‏ هو لاعب كرة قدم أمريكي في مركز الهجوم، ولد في 27 أبريل 1990 في بلدة هاميلتون ‏ في الولايات المتحدة. شارك مع منتخب الولايات المتحدة تحت 17 سنة لكرة القدم ومنتخب الولايات المتحدة تحت 20 سنة لكرة القدم. أما مع النوادي، فقد لعب مع ريدينغ يونايتد إيسي وسان خوسيه إيرثكويكس ونادي شمال كارولاينا ونادي هاماربي.

## وصلات خارجية
- بيلي شولر على موقع اتحاد السويد (السويدية)
- بيلي شولر على موقع الدوري الأمريكي (الإنجليزية)
- بيلي شولر على موقع قاعدة بيانات كرة القدم.إي يو (الإنجليزية)